# سیارک ۸۶۸

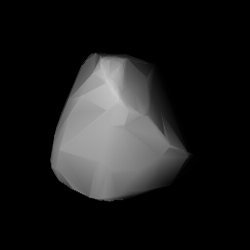
مدل سه‌بُعدی سیارک ۸۶۸ بر طبق منحنی نور آن

سیارک ۸۶۸ (به انگلیسی: 868 Lova، نامگذاری:1917BU) هشتصد و شصت و هشتمین سیارک کشف شده‌است که در ۲۶ آوریل ۱۹۱۷ و در هایدلبرگ کشف شد.
قدر مطلق سیارک برابر ۱۰٫۲۲ است.